# Delia chirisana
Delia chirisana este o specie de muște din genul Delia, familia Anthomyiidae, descrisă de Suh și Kae Kyoung Kwon în anul 1986.
Este endemică în South Korea. Conform Catalogue of Life specia Delia chirisana nu are subspecii cunoscute.